# Hatibandha
Hatibandha är ett underdistrikt i Bangladesh. Det ligger i den norra delen av landet, 300 km norr om huvudstaden Dhaka.
Trakten runt Hatibandha består till största delen av jordbruksmark. Runt Hatibandha är det tätbefolkat, med 683 invånare per kvadratkilometer.